# Julius Neßler
Julius Neßler (Kehl, 6 de junho de 1827 – Karlsruhe, 19 de março de 1905) foi um químico alemão. Descobriu o tetraiodomercurat (II) de potássio, também conhecido como reagente de Nessler.

## Biografia
Neßler estudou na Universidade de Freiburgo de 1853 a 1856, quando obteve um doutorado. Em seguida trabalhou alguns meses com Lambert Heinrich von Babo e Robert Bunsen, e então começou a trabalhar em uma indústria química em Karlsruhe.
Participou do Congresso de Karlsruhe de 1860.

## Tubo de Nessler
Tubo de Nessler é um tipo simples de colorímetro. É conhecido por seu uso com a reagente de Nessler, mas pode ser usado para qualquer teste químico colorimétrico. Na prática, um par de tubos é usado, com um fundo branco. Um tubo é preenchido com reagente colorido e uma quantidade conhecida da amostra para agir como referência. A amostra a ser testada é misturada com o reagente colorido em um béquer e a coloração é então desenvolvida. A mistura é então vertida no segundo tubo, um pouco de cada vez, até que a coloração nos dois tubos seja idêntica. A altura da coluna líquida nos dois tubos são medidas e a concentração da solução pode ser calculada aplicando a lei de Beer-Lambert.

## Publicações principais
- Der Wein, seine Bestandtheile und seine Behandlung, nebst Anhang über Düngung der Reben und über Untersuchungsmethoden der Weine. Karlsruhe 1865; 2ª Edição, 1866; 3ª Edição, 1878; 4ª Edição, 1885; 5ª Edição, 1889; 6ª Edição, 1894, 7ª Edição, 1898 (diferentes títulos e editoras).
- Der Tabak, seine Bestandtheile und seine Behandlung. Verlag Schneider Mannheim 1867.
- Die Behandlung des Weines, insbesondere auch Verhütung und Beseitigung von Weinkrankheiten in vier gemeinverfaßlichen Vorträgen. Verlag Eugen Ulmer Stuttgart 1872; 2ª Edição, 1873; 3ª Edição, 1878; a partir da 4ª Edição, 1885, com o título Die Bereitung, Pflege und Untersuchung des Weines besonders für Winzer, Weinhändler und Wirte; 5ª Edição, 1889; 6ª Edição, 1894; 7ª Edição, 1898; (8ª Edição, 1908; 9ª Edição, 1930).
- Naturwissenschaftlicher Leitfaden für Landwirthe und Gärtner. Zum Gebrauch an Landwirthschaftsschulen, sowie zum Selbstunterricht bearbeitet. Verlag Parey, Berlim 1880; 2ª Edição, 1888; 3ª Edição, 1896.
- Düngerlehre für Landwirtschafts- und ländliche Fortbildungsschulen, sowie zum Selbstunterricht. Verlag Konkordia Bühl 1897.